# Pływanie synchroniczne na Letnich Igrzyskach Olimpijskich 1984
Pływanie synchroniczne na Letnich Igrzyskach Olimpijskich 1984 – zawody w pływaniu synchronicznym podczas igrzysk w Los Angeles rozgrywane były od 6 do 12 sierpnia. Był to debiut olimpijski tej dyscypliny. Przeprowadzono dwie konkurencje, w których wzięło udział 50 zawodniczek z 21 krajów. Polki nie startowały.

## Rezultaty
| Konkurencja: | 1. miejsce                                     | Rezultat | 2. miejsce                               | Rezultat | 3. miejsce                                | Rezultat |
| Solo         | Stany Zjednoczone · Tracie Ruiz                | 198,467  | Kanada · Carolyn Waldo                   | 195,300  | Japonia · Miwako Motoyoshi                | 187,050  |
| Duety        | Stany Zjednoczone · Candy Costie · Tracie Ruiz | 195,584  | Kanada · Sharon Hambrook · Kelly Kryczka | 194,234  | Japonia · Saeko Kimura · Miwako Motoyoshi | 187,992  |